# Pontella sinica
Pontella sinica is een eenoogkreeftjessoort uit de familie van de Pontellidae. De wetenschappelijke naam van de soort is voor het eerst geldig gepubliceerd in 1965 door Chen & Zhang.